# Liktor
Liktor (latinsko: lictor, morda iz latinskega ligare – povezati), pripadnik posebne skupine rimskih državnih uslužbencev, katerih naloga je bila skrb in varovanje tistih magistratov Rimske republike in Cesarstva, ki so imeli izvršilno oblast (imperium). Liktorji so bili torej nakakšni osebni stražarji rimskih funkcionarjev. 

## Nastanek
Po Liviju je liktorje uvedel prvi rimski kralj Romul, ki je za varovanje svoje visokosti imenoval dvanajst liktorjev. Število dvanajst Livij razlaga z dvanajstimi pticami, ki so se kot božje znamenje pojavile med prerokovanjem, ki je napovedalo Romulovo kraljestvo. Po drugi razlagi so si število dvanajst izposodili od etruščanskih kraljev, ki so iz vsake od svojih dvanajstih držav imenovali  po enega liktorja.

## Izbiranje liktorjev
Liktorje so prvotno izbirali med plebejci (plebs), se pravi med svobodnjaki, ki so imeli svojo zemljo. Kasneje so te naloge dozdevno opravljali osvobojeni sužnji (libertini). Vsekakor so bili rimski državljani, saj so znotraj mesta Rima nosili toge. Liktorji so morali biti krepko grajeni moški, sposobni opravljati težko delo. Bili so osvobojeni služenja vojaškega roka in imeli fiksno letno plačo (na začetku cesarstva 600 sestercev). Svoje liktorje so običajno osebno izbrali magistrati ali pa so jih izbrali z žrebanjem. 
Liktorji so bili povezani v kurijsko skupščino (Comitio curiato). Prvotno je bil verjetno iz vsake kurije izbran po en liktor. Iz izvornih 30 kurij je bilo torej izbranih 30 liktorjev, 24 za oba konzula in 6 za pretorja.

## Naloge
Glavna naloga liktorjev je bila varovanje magistratov, ki so imeli izvršilno oblast.  Njihov prepoznavni znak je bil snop brezovih palic (fasces), v katerem je bila izven pomerija zataknjena sekira, ki je simbolizirala izvršilno oblast. Diktatorjevi liktorji so imeli sekire tudi v pomeriju. Magistrate so spremljali kamorkoli so šli, tudi v forum, domačo hišo, templje ali javna kopališča. Hodili so v urejeni vrsti pred svojim varovancem. Pred njimi  je hodil prvi liktor (primus lictor), ki je prejemal magistratove ukaze in poveljeval. V gneči so liktorji svojemu magistratu utirali pot in odrivali vse navzoče razen rimskih matron, ki so uživale posebne časti. Ko je magistrat nagovoril mnočico, so stali ob strani. Magistrati so lahko svoje liktorje odpustili samo med obiskom svobodnega mesta ali nagovarjanjem magistrata, višjega od sebe. 
Liktorji so opravljali tudi zakonske in kazenske naloge: na ukaz svojega magistrata so lahko aretirali rimske državljane in jih kaznovali. Če je morala biti na javni prireditvi  prisotna vestalka, so tudi njej podelili položaj liktorja.
Število liktorjev je bilo odvisno stopnje magistratovega imperiuma:
- diktator: izven pomerija 24 liktorjev, v pomeriju 12 liktorjev; cesarji od Sule dalje se ta to pravilo niso menili
- cesar:  prvotno 12 liktorjev, po Domicijanu 24 liktorjev
- reks in konzul: 12 liktorjev
- prokonzul: 11 liktorjev
- magister equitum: 6 liktorjev
- pretor: 6 liktorjev, v pomeriju 2 liktorja
- propretor: 5 liktorjev
- edildki kurul: 2 liktorja

V posebnih primerih, na primer na pogrebih in političnih zborovanjih, so liktorje dodelili tudi zasebnim državljanom in jim s tem izkazali posebno čast. 

## Lictores curiati
Kurijski liktorji (lictores curiati) so bili posebna vrsta liktorjev, ki niso nosili fasces in so imeli predvsem verske obveznosti. Šteli so kakšnih trideset mož pod neposrednim poveljstvom pontifeksa (pontifex maximus), visokega svečenika Rima. Pri verskih obredih so do žrtvenikov prinašali ali vodili žrtvene živali, spremljali in varovali vestalke, flamine  in druge visoke svečenike, bili odgovorni za sklicevanje kurijske skupščine (comitia curiata) in vzdrževanje reda na zborovanjih. V Cesarstvu sta dva kurijska liktorja običajno spremljala tudi ženske iz cesarjeve družine. 